# Forsowanie Odry (1945)
Forsowanie Odry – walki stoczone przez 1 Armię Wojska Polskiego (1 AWP) w dniach 16–20 kwietnia 1945 roku, w czasie operacji berlińskiej 1 Frontu Białoruskiego, podczas II wojny światowej.

## Działania wojenne
W lutym 1945 rzeka Odra stanowiła rubież końcową operacji wiślańsko-odrzańskiej, w kwietniu – podstawę wyjściową do operacji berlińskiej. Wzdłuż zachodniego brzegu rzeki przebiegała pierwsza pozycja obrony niemieckiej obsadzona przez 3 APanc i 9 Armię z Grupy Armii „Weichsel” – dowódca gen. G. Heinrici. 22 stycznia do Odry podeszły w rejon Chobieni 16 BPanc 6 KZmech, w rejon Oławy 14 Dywizja Strzelecka 5 Gwardyjskiej Armii, w rejon Opola 15 i 58 DP Gwardii. Od 23 stycznia do 7 lutego toczyła się bitwa o górną Odrę, od ujścia Baryczy do Koźla, w toku której uchwycono przyczółki na lewym brzegu rzeki pod Nową Solą, Ścinawą, Oławą i Brzegiem, na północy i południu od Wrocławia. Stanowiły one podstawę wyjściową dla głównego i pomocniczego zgrupowania uderzeniowego l Frontu Ukraińskiego, wykonującego w dniach 8–24 lutego operację dolnośląską. 1 Front Białoruski osiągnął Odrę na północy i południu od Kostrzyna siłami 2 APanc Gwardii, 5 Armii Uderzeniowej i 8 Armii Gwardii. 1 lutego na południe od Frankfurtu wyszły nad Odrę oddziały l APanc Gwardii, w nocy na 2 lutego sforsowała Odrę na północ od miasta 44 BPanc. W bitwie o Odrę w składzie 2 APanc Gwardii uczestniczył 6 samodzielny batalion pont-most., który jako pierwszy z oddziałów polskich osiągnął 27 lutego rzekę (jego żołnierze wbili pod Czelinem polski słup graniczny). Przyczółek kostrzyński stanowił podstawę wyjściową dla głównego zgrupowania uderzeniowego 1 Frontu Białoruskiego w operacji berlińskiej.
1 Armia Wojska Polskiego działając w składzie 1 Frontu Białoruskiego w dniach 8–13 kwietnia wyszła skrytym marszem (około 170–200 km) znad Bałtyku nad Odrę w rejon Siekierki – Gozdowice – Moryń. W nocy na 14 kwietnia 1945 1AWP zluzowała jednostki 47 Armii na 20-km odcinku frontu od Cedyni do Gozdowic.
W nocy 14/15 kwietnia lewe skrzydło 1 AWP przeprawiło się na lewy brzeg Odry na przyczółek 47 Armii sowieckiej w rejonie Gozdowic. Zgodnie z planem operacji 1 AWP działała w ugrupowaniu osłonowym 1 FB, w zabezpieczeniu działań Frontu przy okrążaniu Berlina. Armia miała za zadanie sforsowanie Odry i przełamanie obrony niemieckiej na odcinku Gozdowice – Wał Carlbiese, osiągnąć Starą Odrę, a następnie kontynuowanie natarcia na kierunku Sachsenhausen – Friesak, Arneburg n/Łabą. Prawym sąsiadem 1 AWP była 61 Armia, a na lewo 47 Armia, która działała na głównym kierunku uderzenia Frontu. Uderzenie 1 AWP miała wykonywać we współdziałaniu z 47 Armią. W pierwszym rzucie 1 AWP znalazły się 1 DP i 6 pp 2 DP, a część 2 DP i 3 DP w drugim rzucie na wschodnim brzegu Odry. W drugim rzucie była także 4 i 6 DP, w odwodzie 1 BK z 1 DK, 4 BAPpanc i 4 pczc.
16 kwietnia 1945 wojska dwóch frontów sowieckich (1 FB i 1 FU) rozpoczęły Operację Berlińską z linii Odry i Nysy Łużyckiej. 20 kwietnia ofensywę w ramach operacji rozpoczęły wojska 2 Frontu Białoruskiego. W operacji brały udział 1 AWP i 2 AWP. 16 kwietnia o godz. 5.45 po 30 minutowym przygotowaniu artyleryjskim 1 AWP przeszła do natarcia. Na prawym skrzydle 1 DP i 6 pp 2 DP sforsowały Odrę (w pasie działań 1 AWP głębokość rzeki w wielu miejscach przekraczała 4 m, szer. 250–300 m, dolina pomiędzy Odrą a Starą Odrą zatopiona była na szer. 1–2,5 km; liczne wysepki i mielizny utrudniały forsowanie rzeki; wały przeciwpowodziowe, kanały melioracyjne itp. tworzyły naturalne przeszkody dla nacierających wojsk), a po nich siły 3 DP i pozostałość 2 DP przełamały pierwszą pozycję. W wyniku walk 16 kwietnia 1 DP sforsowała Odrę na odcinku 2 km, i opanowała przyczółek na głębokość 1,5 km. 6 pp 2 DP przeprawił wszystkie pododdziały. Na lewym skrzydle, z przyczółka, 47 A przełamała pierwszą i drugą pozycję niemiecką. Po pierwszym dniu walk 1 AWP zdobyła przyczółek szerokości 9 km. i głębokości 0,5 km., co pozwoliło przeprawić wszystkie siły łącznie z artylerią i wojskami pancernymi i kontynuowanie natarcia. Nocą 16/17 kwietnia dowódca armii wprowadził do walki 6 DP. 
18 kwietnia 1 AWP przełamała główny pas obrony i opanowała wschodni brzeg Starej Odry. 4 DP wzmocniona czołgami i działami wspólnie z 3 DP 19 kwietnia wykonała manewr oskrzydlający, uderzając z rejonu Wriezen w skrzydło obrony niemieckiej. 2 DP w tym czasie forsowała Starą Odrę opanowując Neugaul i zmuszając Niemców do odwrotu. Po walkach oddziałów pierwszorzutowych natarcie prowadziło główne zgrupowanie uderzeniowe (3 i 2 DP). 2 DP wdarła się w obronę niemiecką na głębokość 3–4 km., a 3 DP na 5–6 km. 1 AWP przeszła do działań pościgowych w kierunku Oranienburga. 21 kwietnia prawe skrzydło 1 AWP przełamało kolejną rubież obrony. 4 DP wysunęła się daleko na zachód opanowując rejon Bernau. Między 4 DP, a pozostałymi dywizjami powstała luka w którą wprowadzono 1 BK, następnie 6 DP. W nocy 22/23 kwietnia 3, 6 i 4 DP sforsowały Kanał Hohenzollernów.
Walki o Odrę zostały upamiętnione po 1990 r. na Grobie Nieznanego Żołnierza w Warszawie, napisem na jednej z tablic – „ODRA 16–20 IV 1945” oraz napisem „ODRA” na zniczu Grobu Nieznanego Żołnierza w Krakowie.